# Approche centrée sur les forces
 (octobre 2023).
L'approche centrée sur les forces est une forme de pratique, notamment en travail social et en psychothérapie, qui met l'accent sur l'autodétermination et sur les forces des individus, plutôt que sur leurs déficits. En travail social, elle fait référence aux modèles de pratique ayant comme principe philosophique l'idée que les clients sont des personnes débrouillardes, résilientes face à l'adversité et capables de résoudre leurs propres problèmes. Les forces considérées par cette approche sont à la fois celles propres à l'individu et celles sur lesquelles il peut s'appuyer, dans son environnement. En psychothérapie, les méthodes basées sur les forces sont les actions menées par le thérapeute pour reconnaître et encourager les forces et les capacités du client. La prémisse de ces méthodes est que travailler avec les forces du patient joue un rôle central dans le changement thérapeutique.

## Principales caractéristiques
L’approche centrée sur les forces est souvent considérée comme une réponse à des approches davantage axées sur les déficits ou les pathologies. Par exemple, Erik Laursen et Laura Nissen ont noté que dans le domaine de la justice juvénile, le modèle correctionnel traditionnel se concentre sur les risques et sur les besoins, ainsi que sur la correction des faiblesses. En contraste, l’approche centrée sur les forces s’appuie sur les attributs qui sont déjà présents chez les individus et renforce ce qui fonctionne bien.
Bien qu'elle soit appliquée différemment selon la population et le service, dans son essence, l'approche repose sur la conviction fondamentale que tous les individus possèdent des forces et des ressources. Il s'agit ainsi aussi d'une philosophie ou d'une lentille à travers laquelle les gens sont perçus et à travers laquelle les programmes et les agences fonctionnent. Autrement dit, lorsqu'elle est pleinement adoptée, cette philosophie devient une croyance fondamentale et une attitude toujours présente qui oriente l'ensemble des interactions du professionnel avec ses clients. Plus encore, pour les défenseurs de cette approche, l'agence ou l'organisation entière dans laquelle s'inscrit le professionnel devrait adopter cette approche. De là, grâce à une formation continue, un changement d'attitude pourrait se produire chez l'ensemble du personnel, transformant la façon dont ils perçoivent leur travail, leurs collègues et, bien sûr, les personnes et les communautés avec lesquelles ils travaillent.
Concrètement, la pratique centrée sur les forces se concentre sur les compétences, les intérêts et les systèmes de soutien d'une personne. Son principe simple est d’identifier ce qui va bien, comment en faire davantage et comment bâtir sur cette base.
Au-delà de cela, Rapp, Saleebey et Sullivan identifient six critères qu'une pratique devrait rencontrer pour considérer qu'elle est centrée sur les forces.
1. Être orientée vers les objectifs : dans l’atteinte des objectifs, les clients sont encouragés à définir les objectifs qu’ils souhaitent atteindre dans leur vie. 
2. Faire une évaluation systématique des forces : un ensemble de protocoles est suivi pour évaluer et documenter les forces. L’évaluation du problème est évitée. La situation actuelle est également soulignée, mais le passé peut être examiné à la recherche d'actifs, de talents et de ressources possibles. 
3. Considérer l'environnement comme étant riche en ressources : les ressources, le soutien nécessaire, les personnes pertinentes et les opportunités proviennent principalement de la communauté naturelle. 
4. Utiliser des méthodes explicites pour atteindre les objectifs : les méthodes décrites comprennent l'identification des forces, des ressources, des objectifs, des rôles et des responsabilités, et leur mise en relation les uns avec les autres. 
5. Cultiver une relation porteuse d'espoir : la relation doit pouvoir accroître l'espoir, les opportunités et la confiance, ainsi qu'améliorer la perception que le client a de ses capacités. Elle devrait également être intentionnelle, empreinte d'empathie et accueillante. 
6. Offrir l'opportunité de faire des choix significatifs : Le processus d'établissement d'objectifs, d'acquisition de ressources, d'identification des responsabilités, etc. est dirigé par le client avec confiance et autorité tandis que le professionnel élargit et clarifie les choix du client.